# Distretto di Pendang
Il distretto di Pendang è un distretto della Malaysia, fa parte dello stato del Kedah e il suo capoluogo è Pendang.